# Ryszard Kalinowski (poseł)
Ryszard Kalinowski, pseudonimy Włodek, Zbigniew, Zdzich (ur. 29 stycznia 1910 w Warszawie, zm. 13 maja 1996 tamże) – polski działacz partyjny i państwowy, oficer Ludowego Wojska Polskiego, przewodniczący Zarządu Głównego Związku Walki Młodych, I sekretarz Komitetów Wojewódzkich PPR w Poznaniu i Olsztynie, poseł do Krajowej Rady Narodowej.

## Życiorys
Urodził się w rodzinie robotniczej. Syn Jana (działacza SDKPiL) i Cecylii, miał pięcioro rodzeństwa. Jego brat Mieczysław także był komunistą, zginął pod Lenino. Uczęszczał do szkoły powszechnej, naukę przerwał po piątej klasie z racji ciężkiej sytuacji materialnej. Uczył się zawodu szewca, podjął pracę w fabrykach obuwniczych w Warszawie. Od 1926 do 1938 działacz Komunistycznego Związku Młodzieży Polskiej, a od 1929 Komunistycznej Partii Polski. W 1928 kształcił się na trzymiesięcznym kursie w ZSRR. Działacz i sekretarz komitetów organizacji pionierów powiązanej z komunistami, a także sekretarz Komitetu Warszawskiego KZMP. Kilkukrotnie aresztowany ze względu na poglądy, od 1932 do 1936 odsiadywał wyrok więzienia.
Po wybuchu wojny pracował jako szewc we Lwowie i Krasnodarze, następnie wraz z rodziną przeniósł się do Kutaisi, gdzie zarabiał na życie jako wulkanizator. Jesienią 1943 wstąpił do Związku Patriotów Polskich, został jego przewodniczącym w zachodniej Gruzji. Wstąpił także do Ludowego Wojska Polskiego, dochodząc do stanowiska oficera polityczno-oświatowego. Na początku 1945 powrócił na ziemie polskie i wstąpił do Polskiej Partii Robotniczej. Od lutego (formalnie 15 marca) do 24 kwietnia 1945 był I sekretarzem Komitetu Wojewódzkiego PPR w Poznaniu, następnie do maja II sekretarzem. Od czerwca do września 1945 przewodniczył zarządowi głównemu Związku Walki Młodych. Od października 1945 do stycznia 1946 kierował Sektorem Propagandy w ramach Komitetu Centralnego PPR, następnie od 17 stycznia 1946 do 23 sierpnia 1948 zajmował stanowisko I sekretarza Komitetu Wojewódzkiego PPR w Olsztynie. Stanowisko to utracił ze względu na niestosowne zachowanie względem kobiet i wywołanie skandalu obyczajowego (brak szczegółów). Ponadto od 26 kwietnia 1946 do stycznia 1947 zasiadał w Krajowej Radzie Narodowej ze zgłoszenia Wojewódzkiej Rady Narodowej w Olsztynie.
W grudniu 1948 wraz ze swoją partią przystąpił do PZPR. Od 1948 do 1950 był przewodniczącym Zarządu Głównego Związku Zawodowego Pracowników Leśnych i Przemysłu Drzewnego (to stanowisko także utracił wraz z przyznaniem nagany). W kolejnych latach zatrudnionych w przedsiębiorstwach państwowych, m.in. jako naczelnik w Zarządzie Budynków Mieszkalnych, wicedyrektor Budowy Huty Warszawa i Zarządu Produkcji Odzieżowo-Włókienniczej i Skórzanej CZSP Warszawa. W latach 1956–1957 I sekretarz Komitetu Dzielnicowego PZPR Warszawa-Śródmieście. Na początku 1957 wykluczony z partii ze względu na niewywiązywanie się z obowiązków oraz sprzeciw wobec odwilży październikowej. Od końca lat 50. poddawany inwigilacji przez Służbę Bezpieczeństwa, poddawany m.in. podsłuchom, obserwacji, zakazowi wyjazdu za granicę. Podejrzewano go o kontakty z Kazimierzem Mijalem. W latach 60. był wicedyrektorem oddziału PKO. W 1970 przywrócono mu członkostwo w PZPR, do którego miał lepszy stosunek po objęciu funkcji I sekretarza przez Edwarda Gierka. Od 1971 na rencie.

## Życie prywatne
Był dwukrotnie żonaty, najpierw z Idą, a po rozwodzie z nią – ze Stefanią Kliszkowiak. Z drugą żoną miał dwoje dzieci. Pochowany na cmentarzu komunalnym Północnym w Warszawie.

## Odznaczenia
Odznaczony Srebrnym Krzyżem Zasługi (1946).